# Chies d’Alpago
Chies d’Alpago (velenceiül Ciéis) település Olaszországban, Veneto régióban, Belluno megyében. Lakosainak száma 1251 fő (2023. január 1.). Chies d’Alpago Barcis, Claut, Alpago és Tambre községekkel határos.

## Népesség
A település lakossága az elmúlt években az alábbi módon változott:
| Lakosok száma | 1364 | 1328 | 1251 |
|               | 2017 | 2018 | 2023 |